# Otto Fischer (Politiker, 1915)

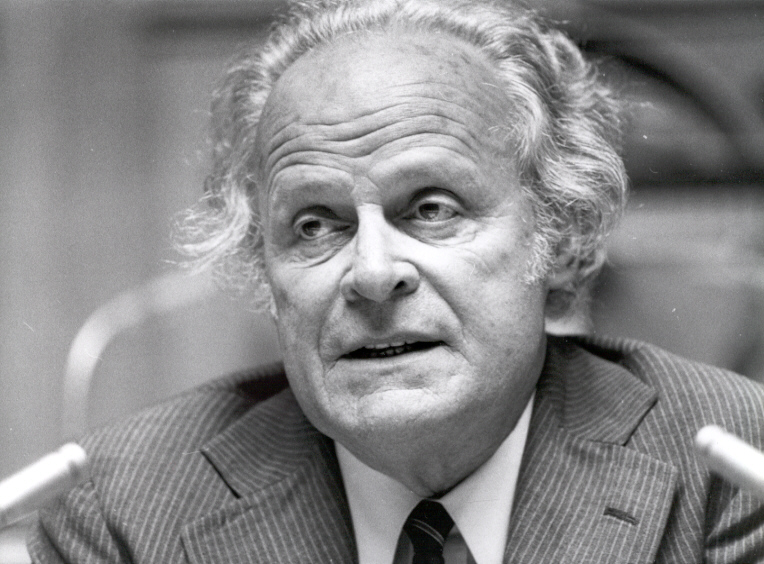
Otto Fischer (1986)

Otto Fischer (* 2. April 1915 in Wald; † 22. Oktober 1993 in Bern; heimatberechtigt in Bern und Wald) war ein Schweizer Politiker (FDP).

## Leben
Fischer wurde geboren als Sohn eines Textilfabrikanten aus dem Zürcher Oberland. Nach Besuch der Schulen in Wald und der Handelsmatura an der Kantonsschule Zürich studierte er Volkswirtschaftslehre an den Universitäten Genf, Bern und Rom. Er wurde in Genf mit der Dissertation L’influence des fluctuations monétaires sur les bilans et le problème de la réévaluation (1940) zum Dr. ès sc. ec. promoviert.
Von 1941 bis 1948 arbeitete er bei der eidgenössischen Preiskontrolle in Bern und Montreux. Von 1948 bis 1979 war er beim Schweizerischen Gewerbeverband, zunächst als Abteilungsleiter im Sekretariat, ab 1950 als geschäftsleitender Sekretär und schliesslich von 1963 bis 1979 als Direktor.
Fischer war verheiratet.

## Politik
Fischer gehörte von 1967 bis 1983 dem Nationalrat an.
Fischer war ein wertkonservativer Politiker, der sich gegen staatliche Eingriffe in die Wirtschaft und eine offene Aussenpolitik zur Wehr setzte. Er formte den Gewerbeverband zu einem bestimmenden Machtfaktor der Schweizer Politik. Fischer war Geschäftsführer und Vizepräsident der Aktion für eine unabhängige und neutrale Schweiz.